# Križarske države
Križarske države su bile brojne feudalne države, koje su stvorili križari u Maloj Aziji i Svetoj Zemlji, a tijekom sjevernih križarskih ratova na istočnom Baltičkom području. Te križarske države ponovo su okupirane od islamskih država.

## Pozadina
Početkom 7. stoljeća, muslimanski vladari počeli su širiti svoja područja u kršćanskim rimskim/bizantskim zemljama. Postupno preuzimaju i područja Sjeverne Afrike, velik dio jugozapadne Azije i većinu Pirenejskog poluotoka. Bizantinci su se djelomično oporavljali i vraćali izgubljena područja u brojnim prigodama, ali su s vremenom postupno izgubili osim Anadolije i Trakije te dijelova Balkana. Na Zapadu, Katolički kraljevi su pokrenuli niz kampanja poznatih kao Rekonkvista s ciljem protjerivanja Maura (islamskih Arapa) s Pirinejskog poluotoka. Osvojene pirinejske kneževine se obično ne nazivaju križarskim državama, osim Kraljevine Valencije, unatoč općim kriterija.
Godine 1071. bizantska vojska je poražena od strane muslimanskih seldžuka u bitci kod Manzikerta, što je rezultiralo gubitkom većine Male Azije. Godine 1074. javlja se zamisao o Križarskim pohodima, a prvi pohod krenuo je 1099. godine. Za vrijeme trajanja ratova postojalo je više križarskih država.

## Bliski istok
Prve četiri križarske države formirane su odmah nakon Prvog križarskog rata.
- Grofovija Edesa (1098. – 1149.)
- Kneževina Antiohija (1098. – 1268.)
- Grofovija Tripoli (1104. – 1289.)
- Kraljevstvo Jeruzalem (1099. – 1291.), s četiri vazalna teritorija
  - Kneževina Galileja
  - Grofovija Jafa i Aškelon
  - Vazalna država Transjordan
  - Vazalna država Sidon
- Armensko kraljevstvo Cilicija (1198. – 1375.)

Cilicija potječe još od prije križarskih ratova, ali joj papa Inocent III. dodjeljuje status kraljevstva. Kasnije je bila pod francuskom dinastijom Lusignan.

## Cipar
Tijekom Trećeg križarskog rata osnovana je Kraljevina Cipar.
- Kraljevina Cipar (1192. – 1489.)

Rikard Lavljeg Srca osvojio je Cipar dok je bio na putu prema Svetoj Zemlji. Otok je postao kraljevstvo te je predano Gvido Lizinjanskom, 1192. Kraljevstvo je trajalo do 1489., kada ga zadnja kraljica prodaje Veneciji. Mletačka vlast nad Ciprom trajala je do 1571., kada je muslimanska vojska pod vodstvom sultana Selima II. provalila i zarobila cijeli otok.

## Balkanski poluotok
Tijekom Četvrtog križarskog rata Bizant je osvojen i podijeljen na četiri križarske države:
- Latinsko Carstvo (1204. – 1261.) u Carigradu
- Solunsko Kraljevstvo (1205. – 1224.)
- Vojvodstvo Naksos (1207. – 1579.)
- Vojvodstvo Filipopolis (1204. – 1205.)
- Ahajska Kneževina (1205. – 1432.)
  - Vazalna država Argos i Nauplia (1205. – 1388.)
- Atensko Vojvodstvo (1205. – 1458.)
  - Markgrofovija Bodonitsa (1204. – 1414.)
- Vitezovi hospitalci svetog Ivana, uspostavljaju više država:
  - Rod (1310. – 1522.)
  - Kastelorizo (1309. – 1440.; 1450. – 1512.)
  - Smirna (1344. – 1402.)
  - Antalija (1361. – 1373.)
  - Bodrum (1412. – 1414.)
  - Korint (1397. – 1404.)
  - Ikarija (1424. – 1521.)
  - Kos (1215. – 1522.)
- Republika Venecija, nekoliko otoka, od kojih su najpoznatiji Kreta (1204. – 1669.), Euboea (Negroponte, do 1470.) i Jonski otoci (do 1797.) bili su pod vlašću Venecije.

Te države se suočavaju s napadima bizantskih grčkih država nasljednica - Nicejskog Carstva, Trapezuntskog Carstva i Epirske Despotovine, kao i Bugarske.

## Baltik
Na Baltiku, autohtona plemena u srednjem vijeku u početku odlučno odbija primiti kršćanstvo. Godine 1193., papa Celestin III. poziva na križarski rat protiv pogana, koji je uključivao i Stare Pruse, Litvanaca i drugih plemena nastanjenih na području Estonije, Latvije i Istočne Pruske. Razdoblje tih sukoba naziva se Sjeverni križarski ratovi ili Baltički križarski ratovi
- Dijeleći zemlju "Terra Mariana" između Livonijanske braće mača i Crkve, nastalo je pet kneževina:

1. Nadbiskupija Riga,
2. Biskupstvo Courland,
3. Biskupija Dorpat,
4. Biskupija Ösel-Wiek,
5. Zemlje Livonske braće mača.

- Estonske zemlje bile su pod kontrolom danskih križara te spojene s Danskom

Estonske zemlje pod kontrolom danskih križara pripojene su Kraljevini Danskoj kao
1. Vojvodstvo Estonija.[3]

- U pruskoj regiji Vilim od Modene je podijelilo zemlju između Teutonski vitezovi i Crkve te stvaraju 4 biskupstva podređenih Nadbiskupstvu Riga:

1. Biskupija Culm,
2. Biskupija Pomesania,
3. Biskupija Ermland,
4. Biskupija Samland.